# Rozália Biró
Rozália Ibolya Biró (n. 13 mai 1965, Târgu Mureș, România) este un politician maghiar din România, senator de Bihor în legislatura 2012-2016, iar din 28 septembrie 2013, președinta organizației de femei a UDMR. Rozália Ibolya Biró a fost aleasă ca deputat în legislatura 2016-2020.

## Cariera politică
Între 2004-2012 a fost viceprimar al municipiului Oradea. În anul 2007 a fost aleasă președintă a Consiliului Reprezentanților UDMR, în locul avocatului György Frunda. În urma alegerilor interne din 29 martie 2008 a fost desemnată drept candidată a UDMR pentru fotoliul de primar al municipiului Oradea.

## Critici
În iulie 2014 a fost criticată pentru că și-a trecut în CV română la limbi străine.